# Gewöhnlicher Liguster

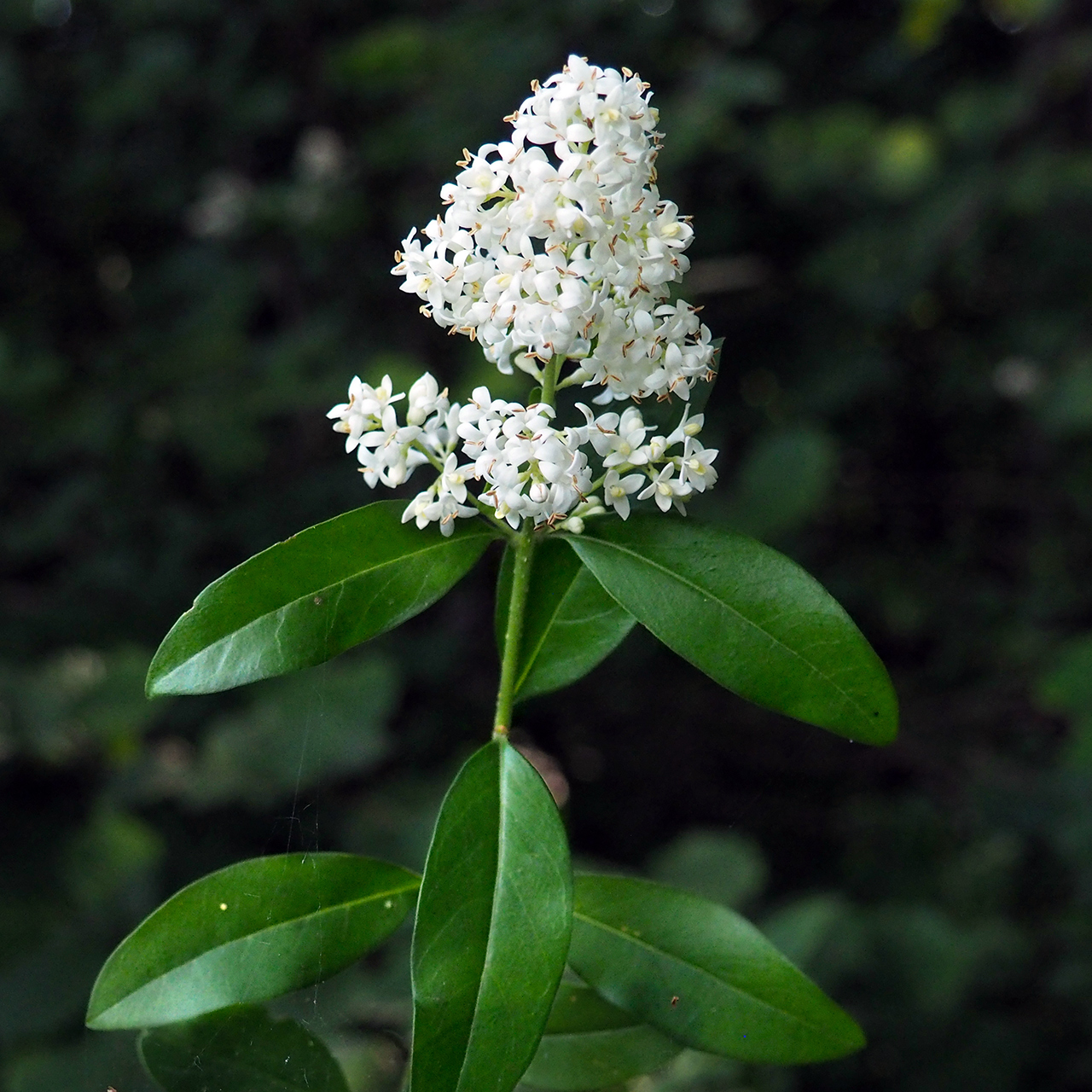
Blütenstand

Der Gewöhnliche Liguster (Ligustrum vulgare), auch Gemeiner Liguster, Rainweide, Beinholz, Tintenbeerstrauch, Tintenbeertraube, Zaunriegel, Hartriegel genannt (Verwechslungsgefahr mit Arten der Gattung Cornus, vgl. Hartriegel) ist eine Pflanzenart in der Familie der Ölbaumgewächse (Oleaceae).

## Beschreibung

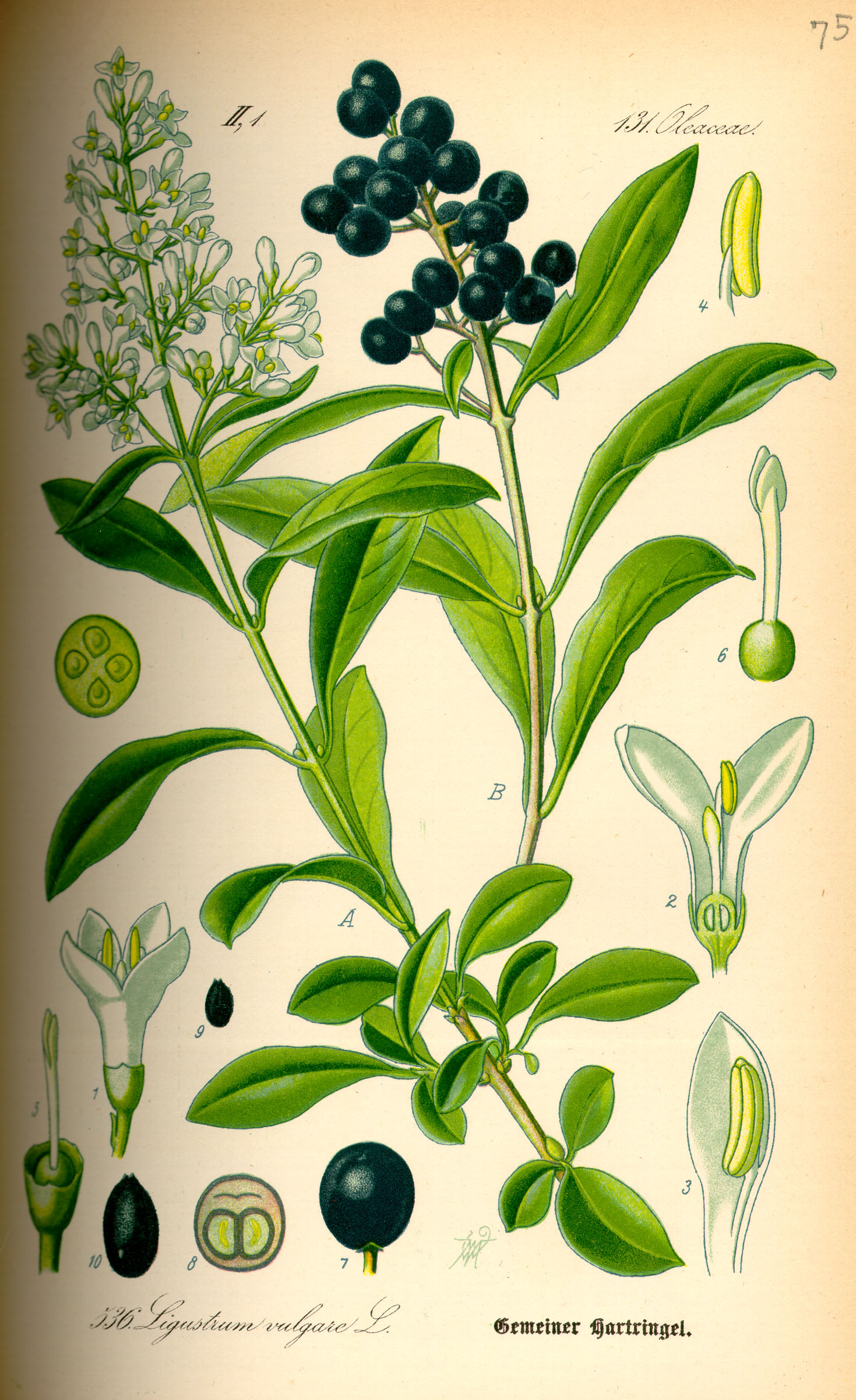
Illustration

Der Gewöhnliche Liguster wächst als laubabwerfender oder halbimmergrüner Strauch, der Wuchshöhen von 1,5 bis 4,5 Meter erreicht. In milden Klimalagen, wie sie beispielsweise in Südeuropa vorherrschen, fallen die Blätter erst zum Laubaustrieb im nächsten Frühjahr ab.

### Wuchsform
Der Gewöhnliche Liguster wächst als reich verzweigter Strauch. Er besitzt aufrecht wachsende, biegsame Zweige, seine Kurztriebe sind häufig quirlig angeordnet. Junge Zweige besitzen eine olivgrünbräunlich gefärbte Rinde, die kahl oder zur Spitze fein kurz behaart sein kann. Die graubraune, kahle Rinde älterer Zweige ist mit hellen Lentizellen besetzt.

### Blätter
Die gegenständig (selten in dreizähligen Wirteln) angeordneten Laubblätter sind kurz gestielt (1 bis 3 mm). Die einfache, etwas ledrige und kahle, ganzrandige, spitze bis stumpfe, manchmal feinstachelspitzige Blattspreite ist bei einer Länge von 2,5 bis 8 cm und einer Breite von 0,8 bis 2 cm breit lanzettförmig bis elliptisch oder schmal-eiförmig bis verkehrt-eiförmig. Die breiteste Stelle des Blattes befindet sich ungefähr in der Mitte – im Gegensatz zum Ovalblättrigen Liguster, bei dem sie deutlich näher am Spreitengrund liegt. Im Herbst geht die gewöhnlich dunkelgrün gehaltene Blattfärbung häufig ins Violette über.

### Blüten
Die Blüten stehen in länglichen, pyramidenförmigen, rispigen Blütenständen an den Spitzen des Neuaustriebs. Die duftenden, zwittrigen Blüten sind vierzählig mit doppelter Blütenhülle. Die vier Kelchblätter sind bis 2 mm lang und becherförmig verwachsen mit winzigen Kelchlappen. Die vier weißen bis cremefarbenen Kronblätter sind zu einer bis 2 mm langen Kronröhre verwachsen, die in vier etwa 3 mm langen, ausladenden Kronlappen endet. Die zwei Staubblätter besitzen etwa 2 mm lange Staubfäden, ragen etwas aus der Kronröhre heraus und übergipfeln die zweilappige Narbe. Zwei Fruchtblätter sind zu einem oberständigen Fruchtknoten mit relativ kurzem Griffel verwachsen. Die Blütezeit beginnt im Mai und zieht sich bis in den Juli hinein. Am Fruchtknoten wird Nektar abgeschieden.

### Früchte
Die befruchteten Blüten wachsen zu eiförmigen bis kugeligen, glänzend schwarzen, ein- bis viersamigen, beerenartigen Steinfrüchte heran. Die außen intensiv schwarze Farbe der Früchte beruht auf einer hohen Anthocyankonzentration.

### Chromosomenzahl
Die Art hat die Chromosomenzahl 2n = 46.

## Bilder

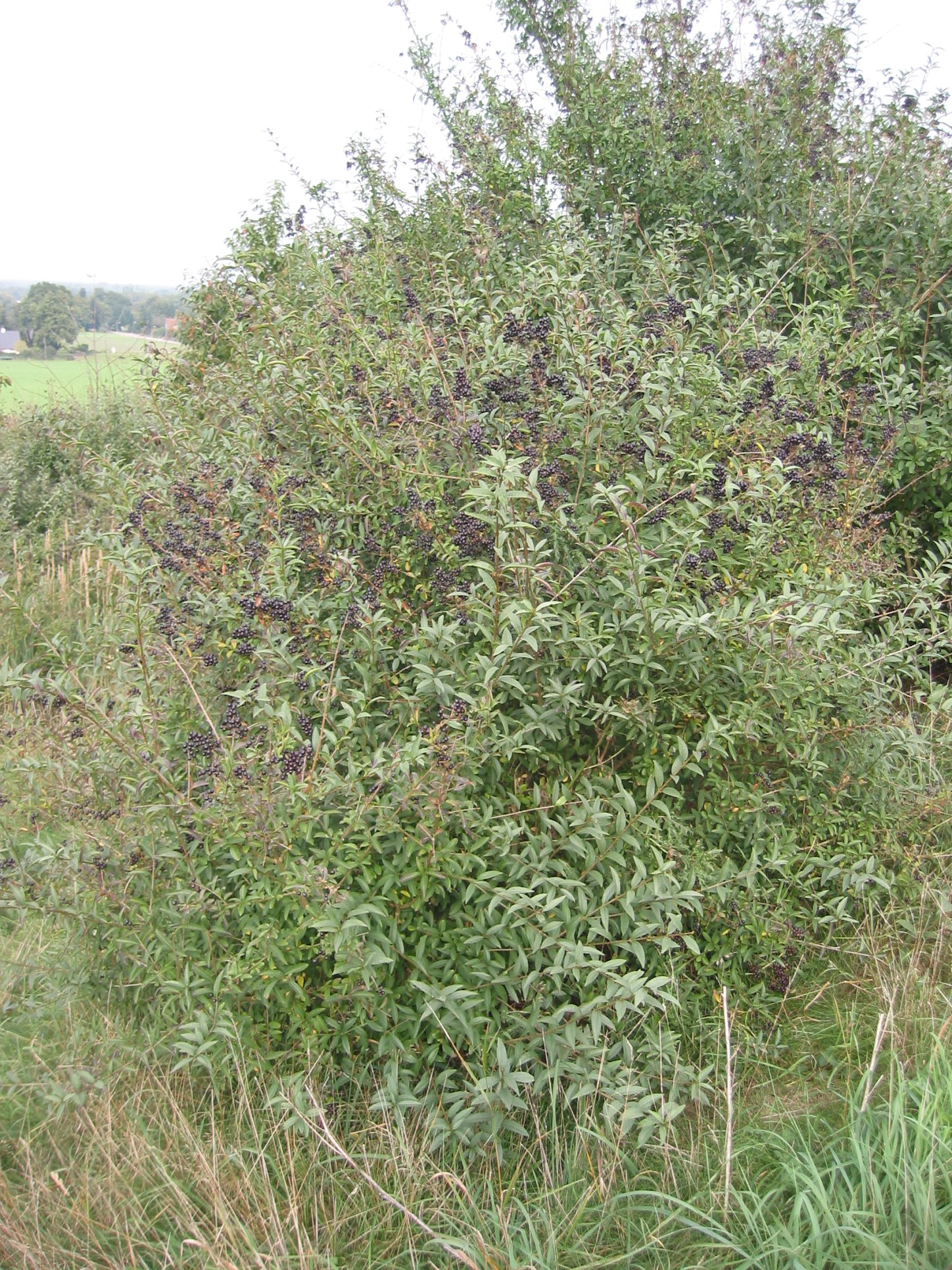
Habitus
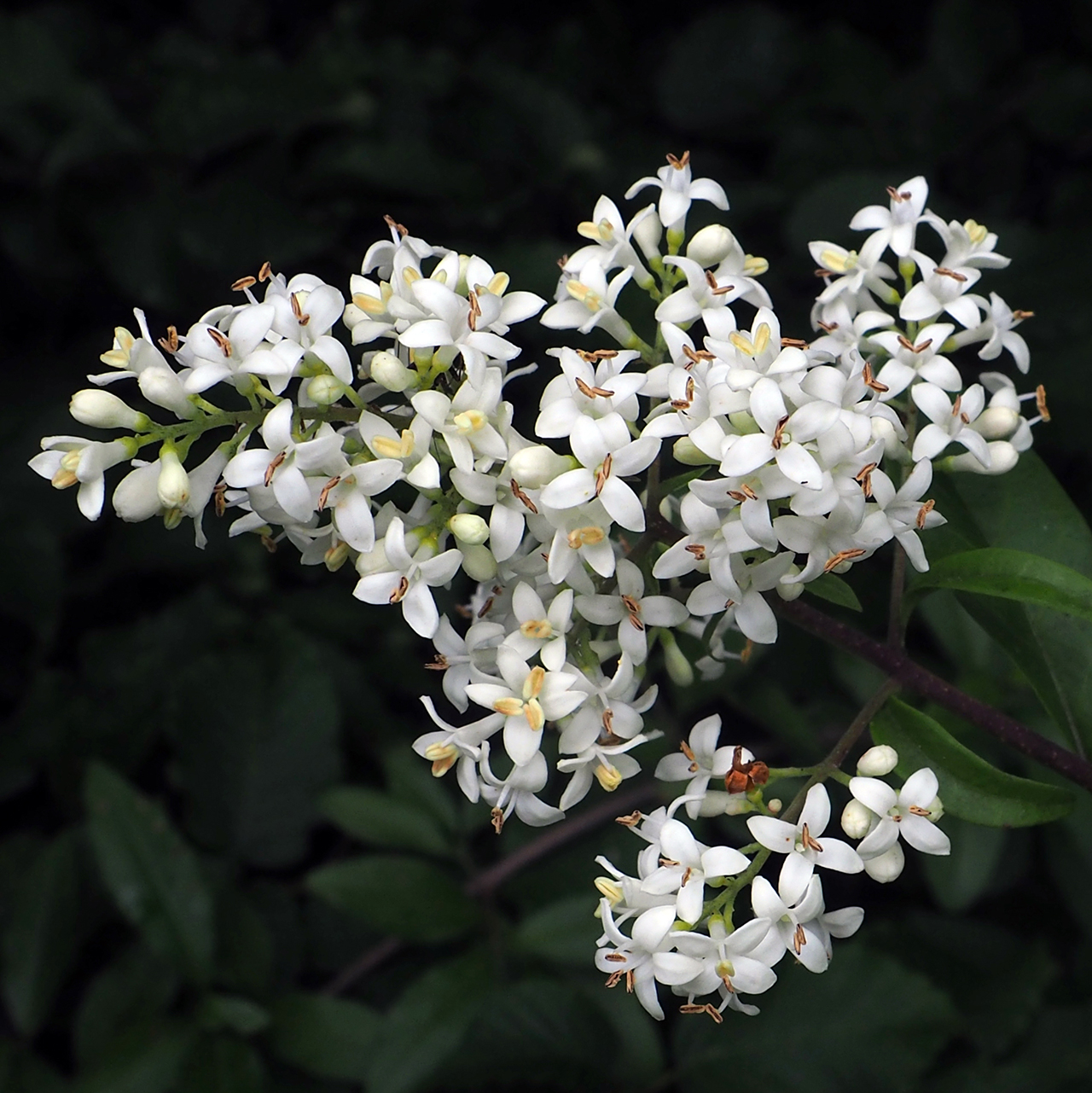
Blüten
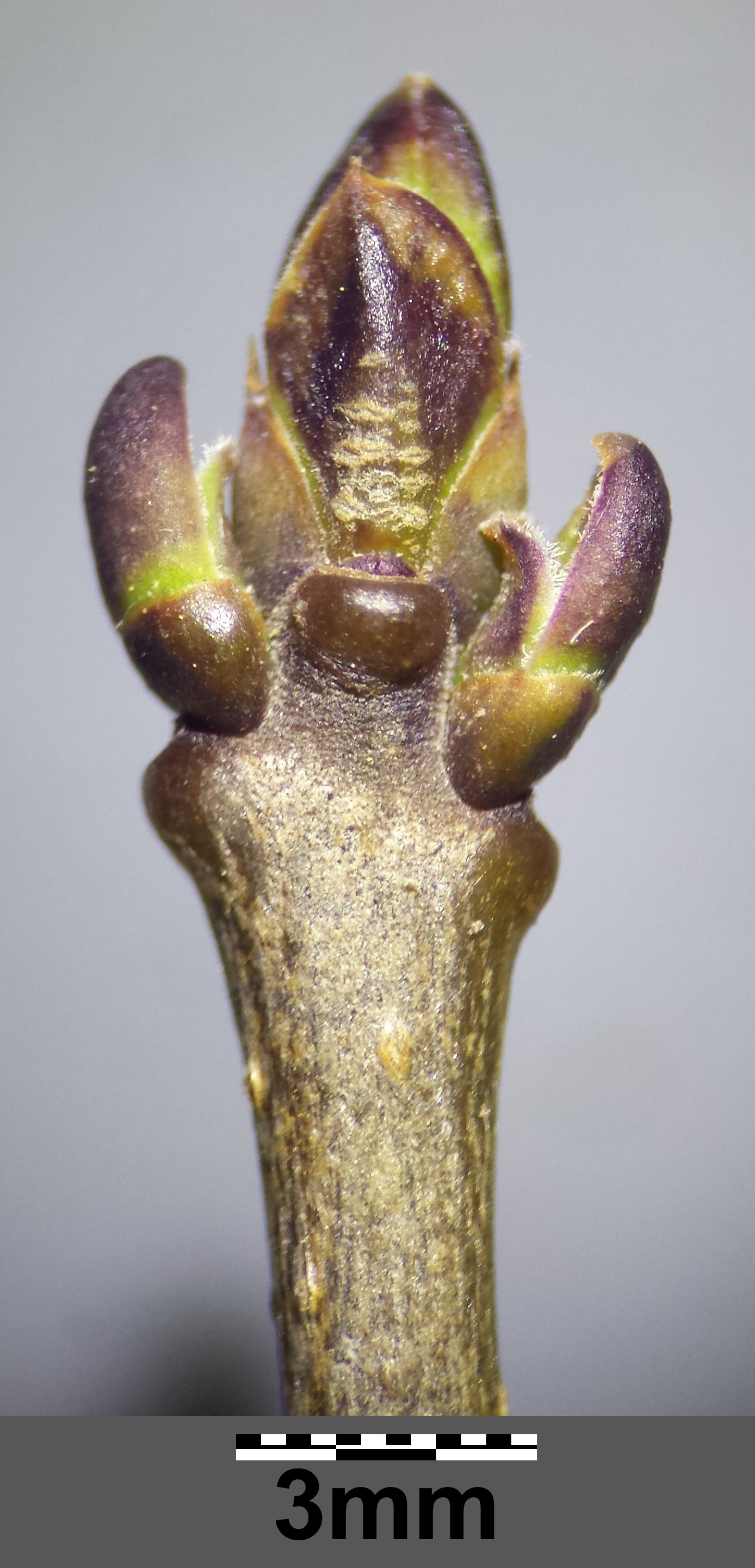
Winterknospen
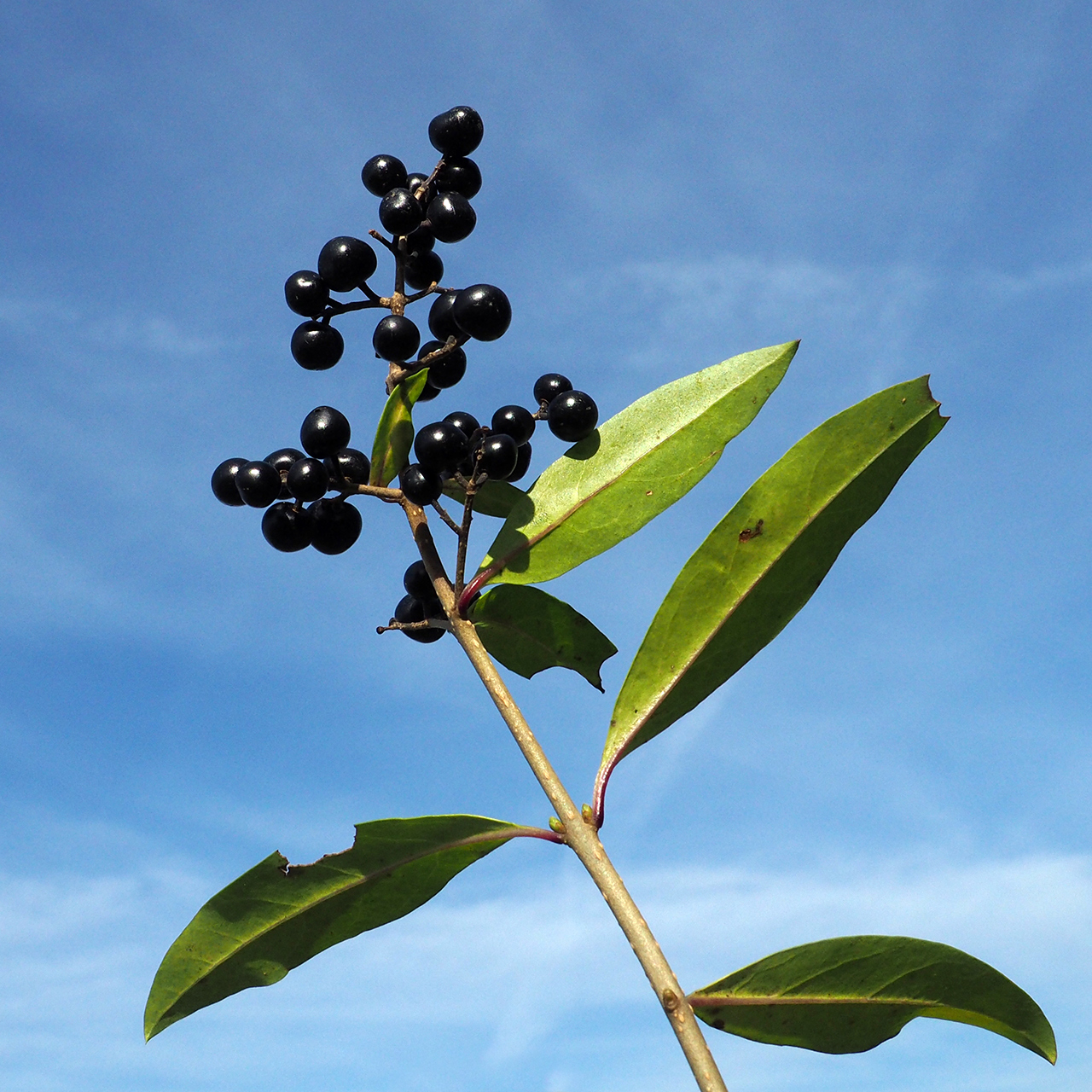
Fruchtstand

## Vorkommen
Der Gewöhnliche Liguster ist die einzige in Europa heimische Art der Gattung Liguster (Ligustrum). Er kommt in Nordwestafrika und in Europa bis zu den Kaukasusländern und bis zum nordwestlichen Iran vor. Er wächst gern auf sommerwarmen, mäßig trockenen, kalkhaltigen Ton- oder Lehmböden. Er ist in Mitteleuropa eine Charakterart des Pruno-Ligustretum.
In den Allgäuer Alpen steigt er am Südfuß des Grünten bis zu 1200 Metern Meereshöhe auf. Im Wallis und im Kaukasus steigt er bis 1500 Meter Meereshöhe auf.
Die ökologischen Zeigerwerte nach Landolt et al. 2010 sind in der Schweiz: Feuchtezahl F = 2+w+ (frisch aber stark wechselnd), Lichtzahl L = 3 (halbschattig), Reaktionszahl R = 4 (neutral bis basisch), Temperaturzahl T = 4 (kollin), Nährstoffzahl N = 3 (mäßig nährstoffarm bis mäßig nährstoffreich), Kontinentalitätszahl K = 3 (subozeanisch bis subkontinental).

## Giftigkeit
Die Beeren des Ligusters sind giftig, der Verzehr kann zu Übelkeit, Erbrechen, Durchfall und Leibschmerzen führen. Die Wirkung tritt sicher ein, wenn eine größere Menge gegessen wurde. In den Blättern ist das Glucosid Syringin enthalten, wodurch sie ebenfalls giftig sind. Hautkontakt beim Schneiden der Pflanze kann zu Hautreizungen, dem sogenannten Liguster-Ekzem, führen.
Als giftige Inhaltsstoffe des Ligusters werden mindestens die drei Glykoside Ligustrosid und Oleuropein und Syringin genannt. Weitere Alkaloide entstehen aus diesen Stoffen bei der Aufarbeitung mit Ammoniak (Artefakte). Es wird vermutet, dass ähnliche Reaktionen auch im Organismus (in vivo) stattfinden können.

## Nutzung

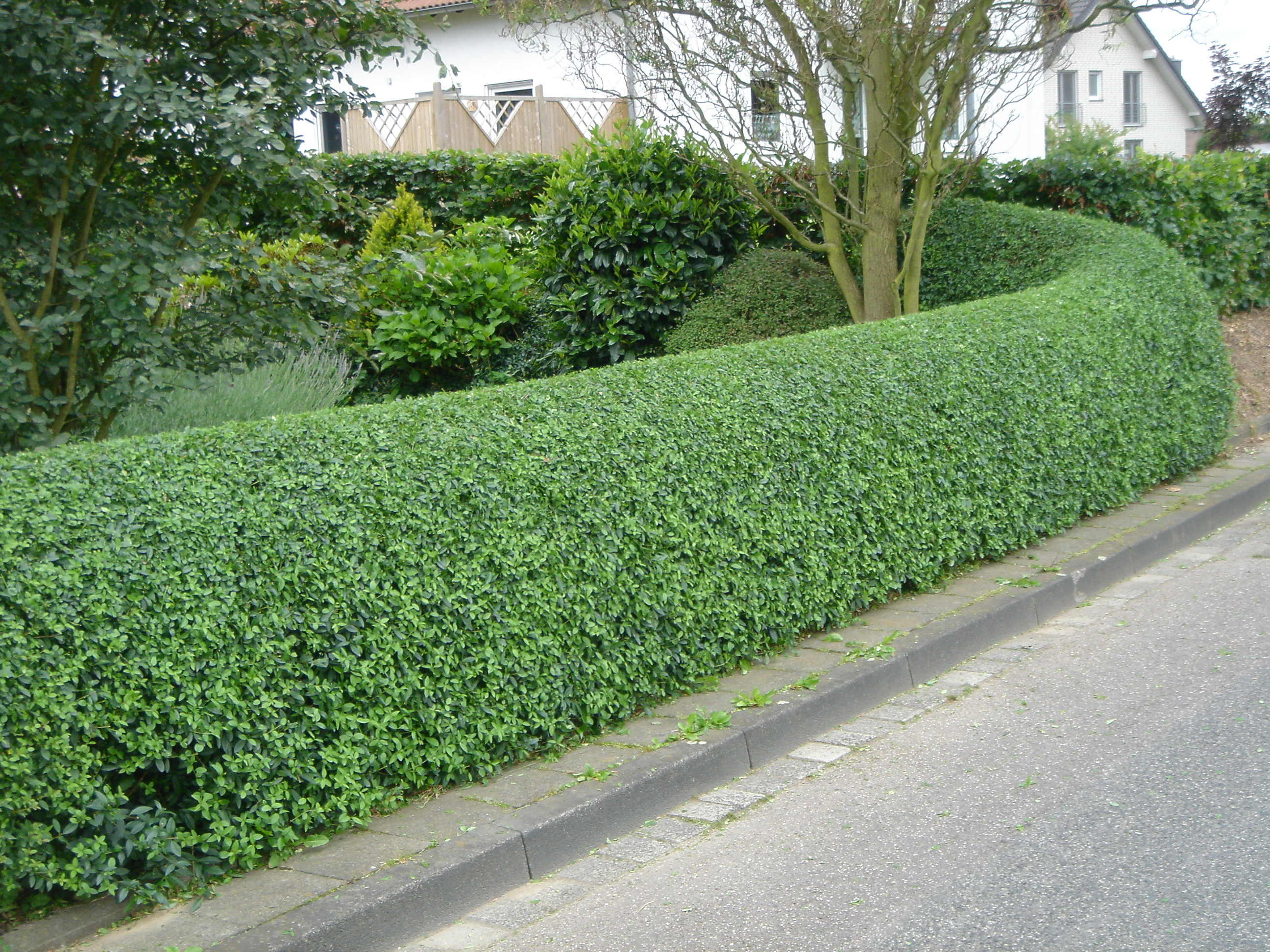
Ligusterhecke

### Zierpflanze
Man kultiviert diese Strauch-Art, wie auch mehrere japanische Ligustrum-Arten, in Gärten zur Anlage von Hecken. Dazu werden meist wintergrüne Sorten wie 'Atrovirens' verwendet. Liguster ist sehr schnittfest und wird daher auch gerne für Formhecken verwendet.

### Holz
Das außerordentlich harte Holz des gewöhnlichen Ligusters zeichnet sich durch einen violett gefärbten Kern aus. Es ist glatt, zäh und fest und eignet sich für Drechsler- und Schnitzarbeiten sowie zur Herstellung von Werkzeuggriffen. Früher verwendete man es für Pflöcke für Schuhmacher und Rebstangen für den Weinbau. Die biegsamen jungen Zweige benutzte man zu Korbarbeiten.

### Färberei
Die reifen Beeren des Gemeinen Ligusters wurden nach Frosteinwirkung auch als Farbstoff verwendet. Auf Wolle bildet sich ein tiefblauer Farbton. Dabei wurde mit Eisen- oder Aluminiumsalzen oder mit Soda vorgebeizt. In dieser Funktion wurden die Beeren bereits im Oberdeutschen Färbebüchlein aus dem 15. Jahrhundert erwähnt (Cgm.317, Bayerische Staatsbibliothek München). Neben den reifen Beeren werden aber auch die Blätter, die gelben Zweige und die Rinde zum Färben verwendet.
Die Beeren enthalten Glukoside als färbenden Bestandteil; die Blätter und die Rinde sind reich an Flavonoidfarbstoffen und enthalten außerdem einen geringen Anteil an Gerbstoffen. Durch die Verwendung unterschiedlicher Beizen und unterschiedliche Färbevorgänge können Farbtöne von gelb über grün bis blau erreicht werden.
Der rote bis blaue Saft der Ligusterbeeren wurde auch zum Malen verwendet. Der rote Farbton wurde durch Zusatz von Sulfaten, der purpurne durch Hinzufügen von Urin, der blaue durch Mischen mit Kalk und Pottasche erreicht. Regional wurde der Beerensaft auch zum Färben von Wein benutzt.

## Die Bedeutung des Ligusters für das Tierleben
(Quelle:)

### Blütenbesucher
Die Ligusterblüten werden von Bienen und einigen Fliegenarten aufgesucht. Als Pollenquelle nutzen Honigbienen sowie Sandbienen- und Furchenbienenarten die Blüten. Pollen wird von der Blüte ganztags angeboten, mit der Bestzeit zwischen 6 und 8 Uhr.
Die Blüten werden auch von verschiedenen Schmetterlingsarten aufgesucht, darunter Weißlinge, Kleiner Fuchs, Gemeiner Scheckenfalter, Großes Ochsenauge, Brauner Waldvogel, Weißbindiges Wiesenvögelchen, Pflaumen-Zipfelfalter und mehrere Widderchenarten.

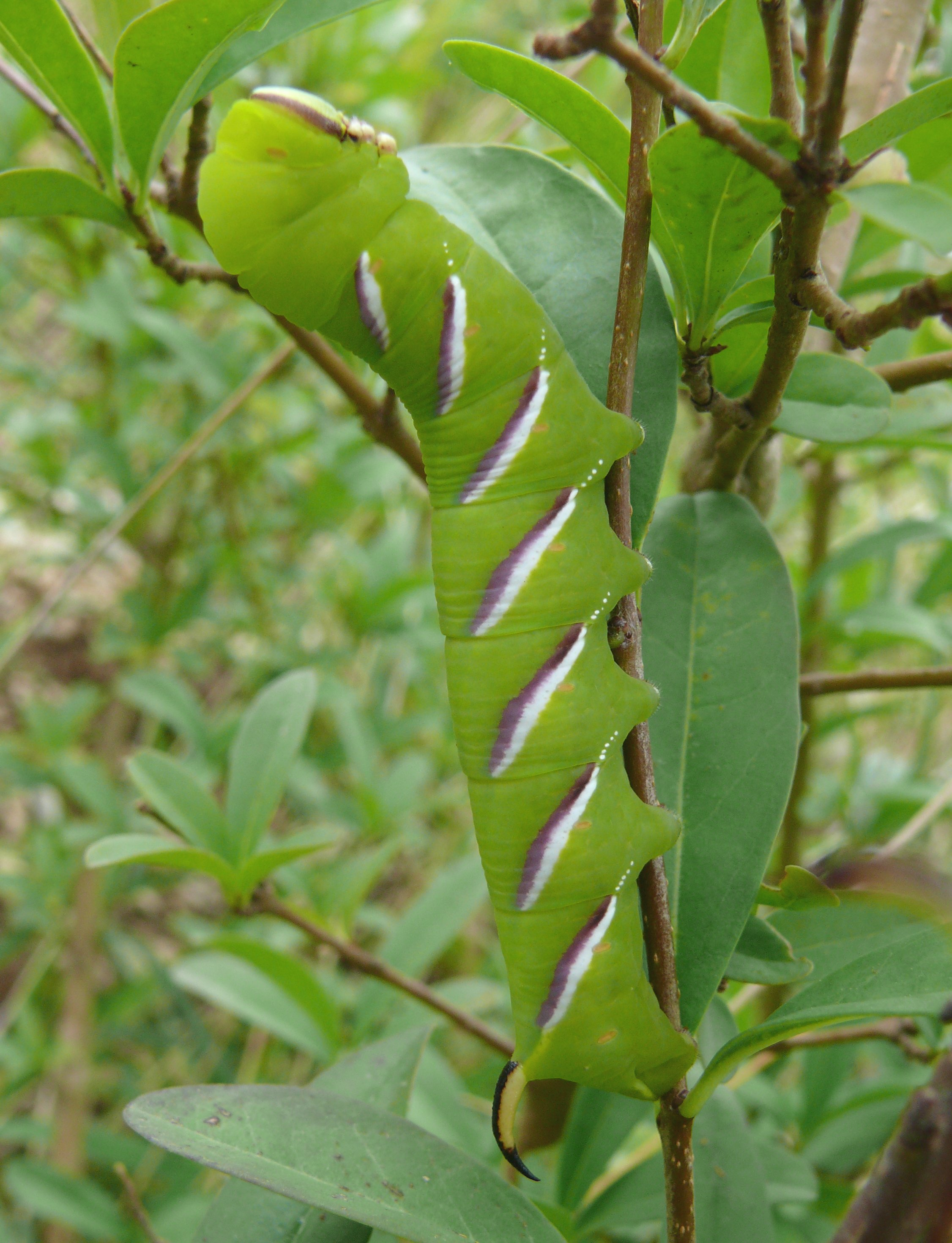
Raupe des Ligusterschwärmers an Liguster

### Der Liguster als Nahrungspflanze für Insekten
Der Liguster dient als Nahrungspflanze für eine Reihe von Spannerarten wie Nachtschwalbenschwanz, Fliederspanner, Frühlings-Kreuzflügel sowie etwa ein Dutzend Kleinschmetterlingsarten. Gelegentlich wird der Strauch auch von der Raupe des Totenkopfschwärmers besiedelt, der meist auf Nachtschattengewächsen lebt.
Namensgebend wurde der Liguster für den 9–12 cm großen Ligusterschwärmer (Sphinx ligustri), der als Raupe oft, aber nicht ausschließlich an Liguster frisst, sowie für die Ligusterblattlaus.
Weitere Insekten, die sich von Liguster ernähren, sind die Südliche Strauchzirpe (eine Zikade), die Afterraupen mancher Blattwespen, wie Macrophya punctumalbum (weisspunktierte Eschenwespe) und Berauschte Blattwespe, sowie die Imagines der Spanischen Fliege, eine Käferart.

### Ligusterbeeren als Tiernahrung
Insgesamt 20 Vogelarten wurden beim Verzehren der Ligusterbeeren beobachtet, etwa Amsel, Singdrossel und Dompfaff. Die schwarzen Beeren werden oft erst im Spätwinter verzehrt und dann auch ausgeschieden und dadurch verbreitet. Die Keimung der Samen wird durch Frost gefördert.
Außerdem fressen eine Reihe von Nagetieren die Früchte.